# Ildobates
Ildobates is een geslacht van kevers uit de familie van de loopkevers (Carabidae). De wetenschappelijke naam van het geslacht is voor het eerst geldig gepubliceerd in 1966 door Espanol.

## Soorten
Het geslacht Ildobates is monotypisch en omvat slechts de volgende soort:
- Ildobates neboti Espanol, 1966